# Бої в Бєлгородській області (2025)
18 березня 2025 року, під час російсько-української війни Україна розпочала транскордонне вторгнення до Бєлгородської області Росії. За кілька тижнів боїв, бойові дії тривали у прикордонній смузі глибиною лише у декілька кілометрів.

## Перебіг подій
18 березня 2025 року Міноборони Росії заявило, що близько 5:50 ранку за московським часом, Україна почала вторгнення до Бєлгородської області. За їхніми даними, протягом дня ЗСУ здійснили 5 атак. Андрій Коваленко, керівник українського Центру протидії дезінформації, спростував цю заяву. За російськими оцінками, українські війська налічували до 200 солдатів та понад 29 одиниць техніки. Губернатор Бєлгородської області В'ячеслав Гладков заявив, що Красноярузький район неодноразово обстрілювався протягом попередніх 24 годин і був атакований 49 українськими дронами, 12 з яких були перехоплені. Міноборони Росії того дня заявило, що росіяни завдали втрат українській стороні у 60 осіб убитими і пораненими, а також вивели з ладу 1 танк, 7 інших одиниць бронетехніки, 3 бойові інженерні машини та 1 легкий транспортний засіб. Аналітик Yan Matveev написав, що українські сили втратили пошкодженими 9—10 машин.
19 березня багато російських мілблогерів вранці заявили, що російські сили відбили українські атаки на Демидівку, Графовку та Прилісся. Один з них стверджував, що українські сили утримують позиції в лісових масивах уздовж кордону Сумської та Бєлгородської областей, а російське джерело-інсайдер стверджувало, що українські сили просунулися поблизу Графовки пізніше того ж дня. На той момент було підтверджено, що в Бєлгородській області діяла 40-ва бригада морської піхоти. Росіяни стверджували, що завдали по українських силах, які діяли за 5—6 миль від державного кордону, 30 авіаційних та ракетних ударів, 13 ударів гелікоптерами, один запуск з Іскандера, один удар Торнадо-С і дві атаки ТОС-1А.
Російський губернатор Гладков сказав, що щонайменше 1 солдат із підрозділу «Орлан» загинув та 4 поранено.
20 березня Генеральний штаб Збройних сил України повідомив, що поблизу Демидівки було знищено російський командний пункт.
21 березня губернатор Бєлгородської області В'ячеслав Гладков заявив, що один цивільний загинув і двоє отримали поранення після удару українського дрона по селу Добрино в Ракитянському районі. Того дня, за даними ГШ ЗСУ, українська авіація завдала удару по командному пункту російської прикордонної застави в населеному пункті Глотове. Міноборони Росії заявило, що над Бєлгородом та Курською областю їхні системи ППО збили два безпілотники.
В Інституті вивчення війни оцінили, що українські сили просунулися протягом дня на південний захід від Демидівки. За словами деяких російських мілблогерів, українські сили закріплювалися на околицях Демидівки та Прилісся, а українська піхота атакувала поблизу Демидівки, Графовки та Прилісся. Було підтверджено, що в прикордонній зоні Бєлгородської області діє 177-й полк морської піхоти 22-го армійського корпусу. З української сторони на російській території діяли 33-й окремий штурмовий полк та 414-та ударна бригада БпЛА, одна із найкращих частин-операторів безпілотників.
22 березня українські війська утримували свої позиції поблизу Прилісся та на південь від Демидівки.
23 березня російський блогер Юрій Подоляка заявив, що «російська армія вибила Збройні сили України з населеного пункту Демидівка, Бєлгородська область».
24 березня ударом HIMARS українські війська знищили чотири гелікоптери — два Ка-52 та два Мі-8. Вони були знищені під час стоянки на польовому аеродромі, де здійснювалося їхнє обслуговування, поповнення боєкомплекту та заправка у селищі Івня Бєлгородській області. Геолоковані кадри того дня показали, що українські сили просунулися в центр Демидівки. За даними ISW, за 6 днів з початку наступу українські війська досягли незначного прогресу в напрямку Графівки і Прилісся. Російські джерела ISW розповідали, що РФ передислокувала сюди прикордонників, чеченські сили «Ахмата», підрозділи Північного угруповання військ і підрозділи 155-ї окремої бригади морської піхоти. Російські «воєнкори» стверджували, що ЗСУ завдали ударів по мосту поблизу Графівки та ще одному мосту поблизу Надежівки.
26 березня повідомлялося, що у Бєлгородській області загинула російська пропагандистка Першого каналу Ганна Прокоф'єва. Оператор Дмитро Волков отримав поранення. Про загибель своєї пропагандистки повідомив сам телеканал. Знімальна група підірвалася на міні. Російські «воєнкори» писали, що це сталося в районі села Демидівка. Як зазначали російські медіа, останню світлину Прокоф'єва виклала із підписом, що знаходиться біля українського кордону.
31 березня моніторинговий проєкт Deep State опублікував кадри ударів української авіації по військових об'єктах у районі населених пунктів Демидівка та Кондратівка Білгородській області.

## Реакції

### Росія
В Міноборони Росії заявили, що напад був здійснений «з метою дискредитації мирних ініціатив президента США Дональда Трампа».